# Скажи, зачем
«Скажи, зачем» — романс М. И. Глинки на слова С. Г. Голицына. Написан в 1827 году.

## История
«Скажи, зачем» — один из ранних романсов Глинки — был написан в 1827 году в Петербурге. В своих «Записках» сам композитор относит его к 1828 году, однако позднее исследователи доказали ошибочность такой датировки.
В «Записках» Глинка также говорит о той роли, которую сыграл в его жизни автор стихотворения С. Г. Голицын — поэт-любитель, меломан, композитор и певец. По словам Глинки, знакомство с ним имело важное влияние на развитие его музыкальных способностей. Кроме того, Голицын писал для Глинки стихи и сам исполнял его произведения.
Автограф романса не был обнаружен. Первая публикация состоялась в составе «Лирического альбома на 1829 год», выпущенного самим Глинкой и Н. И. Павлищевым. Позднее он был перепечатан фирмой «Одеон», а затем — Ф. Т. Стелловским.

## Общая характеристика
Скажи, зачем явилась ты

Очам моим, младая Лила,

И вновь знакомые мечты

Души заснувшей пробудила,

Скажи, зачем? Скажи, зачем?

Над страстию моей шутя,

Зачем с ума меня ты сводишь,

Когда ж любуюсь на тебя,

Ты взор с холодностью отводишь,

Скажи, зачем? Скажи, зачем?
На раннем этапе творческого пути Глинке особенно был близок жанр элегии и поэзия таких авторов, как Батюшков, Баратынский, Дельвиг, Жуковский. Однако романс «Скажи, зачем» написан в ином, не элегическом ключе. Скорее, он представляет собой отголосок иного рода любовной лирики, особенно популярной в XVIII веке, — анакреонтической, эпикурейской.
М. А. Овчинников также отмечает, что за лирической формой романса угадывается шутливая интонация, лукавая «полуулыбка», выражающаяся в нарочитых задержаниях и акцентировках слабых долей. Кроме того, игривый характер стихов отражают хроматизмы в вокальной партии, а также чередование скачков и плавных, распевных эпизодов. В музыке явно слышатся речевые интонации; особенно выразительно звучит интонация вновь и вновь повторяющегося вопроса: «Скажи, зачем?».
Исследовательница творчества Глинки О. Е. Левашёва, отмечая изящество музыкальной формы раннего романса Глинки, замечает, что второстепенный, любительский поэтический текст стал поводом для создания «маленького шедевра». По её словам, «Даже в сравнении с лучшими, зрелыми романсами Глинки не утратит своей чарующей грации этот „романс-признание“».

## Исполнители
В числе исполнителей романса в разные годы были Ю. А. Гуляев, Г. П. Виноградов, Н. Л. Гуторович, А. Г. Розум, С. Н. Шапошников, Хромченко, А. В. Нежданова, Е. В. Образцова, Н. Л. Дорлиак, Э. Е. Андреева, З. А. Долуханова, Писаренко, Л. Г. Чкония, Н. Д. Шпиллер и др..